# 16094 Scottmccord
16094 Scottmccord è un asteroide della fascia principale. Scoperto nel 1999, presenta un'orbita caratterizzata da un semiasse maggiore pari a 2,4453005 UA e da un'eccentricità di 0,1151041, inclinata di 5,72225° rispetto all'eclittica.